# Бошевці
45°37′ пн. ш. 15°26′ сх. д. / 45.61° пн. ш. 15.44° сх. д.
Бошевці (хорв. Boševci) — населений пункт у Хорватії, у Карловацькій жупанії у складі міста Озаль.

## Населення
Населення за даними перепису 2011 року становило 64 осіб.
Динаміка чисельності населення поселення: